# Eerste wereld

De term eerste wereld werd voor eerst gebruikt in de Koude Oorlog.
Eerste wereld
Tweede wereld
Derde wereld (neutrale landen)

Eerste wereld is een oorspronkelijk uit de Koude Oorlog daterend begrip, waarmee destijds de lidstaten van de NAVO bedoeld werden. De tegenhanger was de tweede wereld, waarmee de communistische wereld aangeduid werd. De derde wereld waren de neutrale landen, die noch met de communistische wereld noch met de kapitalistische wereld verbonden waren (de huidige Beweging van Niet-Gebonden Landen).
Na de Koude Oorlog werd het begrip uitgebreid, zodat het ook andere geïndustrialiseerde, kapitalistische landen omvatte. Hiertoe worden meer bepaald de volgende landen gerekend: de Verenigde Staten, Canada, West-Europa, een deel van Zuid-Europa (Spanje, Portugal, Italië, San Marino, Andorra, Vaticaanstad, Malta, Cyprus, Slovenië, Griekenland), een deel van Centraal-Europa (Duitsland, Zwitserland, Tsjechië, Slowakije, Oostenrijk, Liechtenstein), Scandinavië, Singapore, Taiwan, Zuid-Korea, Hongkong, Japan, Australië, Nieuw-Zeeland, Israël, Bahrein, Qatar, Verenigde Arabische Emiraten en Turkije.
Met de derdewereldlanden worden tegenwoordig de ontwikkelingslanden bedoeld. De tweedewereldlanden zitten tussen de eerste en de derde wereld in: redelijk ver ontwikkeld, maar nog niet op het niveau van de eerste wereld. Met de vierde wereld worden de minst ontwikkelde landen van de derdewereldlanden en de  onderklasse in een 'eerstewereldland' aangeduid.